# Septime Sévère
Pour les articles homonymes, voir Sévère (homonymie).
Septime Sévère (Lucius Septimius Severus Pertinax) — né le 11 avril 146 à Leptis Magna (actuelle Libye) et mort le 4 février 211 à Eboracum, en Bretagne (aujourd'hui York, en Angleterre) — est un empereur romain qui règne de 193 à 211.
D'ascendance libyco-punique par son père et italique par sa mère, Sévère réussit à se faire une place dans la société romaine et à mener une carrière politique prospère, au cours de laquelle il devient gouverneur de Pannonie. Après avoir fait exécuter l'empereur Didius Julianus et combattu ses rivaux au cours de l'année des cinq empereurs, il obtient le trône impérial le 1er juin 193.
Ses relations avec le Sénat sont mauvaises : il s'attire l'hostilité de ses membres en limitant leur pouvoir, avec le soutien de l'armée. Il ordonne l'exécution de dizaines de sénateurs, accusés de corruption, pour les remplacer par des hommes fidèles à sa cause, et renouvelle en profondeur les effectifs de la garde prétorienne. Durant son règne, quelque 50 000 soldats campent aux abords même de Rome. Bien qu'il ait renforcé le pouvoir impérial au détriment du Sénat, et favorisé l'influence grandissante de l'armée, Septime Sévère jouit d'une certaine popularité car son règne restaure les traditions, ce qui tranche avec la politique de son prédécesseur Commode.
Militairement, son règne se caractérise par le succès de sa campagne contre l'Empire parthe, à la suite de laquelle la Mésopotamie repasse sous contrôle romain. Au cours de cette campagne, ses soldats mettent à sac Ctésiphon et vendent les survivants comme esclaves. À son retour à Rome, un arc de triomphe dit « arc de Sévère » est érigé pour commémorer cette victoire.
Dans les dernières années de son règne, il doit intervenir contre des incursions barbares. Il proclame augusti son fils aîné Caracalla en 198, puis son fils cadet Geta en 209, tous deux nés de sa seconde épouse Julia Domna. En 209, il envahit la Calédonie, mais ses ambitions sont interrompues lorsqu'il tombe gravement malade l'année suivante. Il meurt en 211 à Eboracum et ses fils lui succèdent, fondant ainsi la dynastie des Sévères, dernière de l'Empire romain avant la crise du troisième siècle.

## Biographie
Il naît le 11 avril 146 à Leptis Magna, une ville située en Tripolitaine sur la côte de la Libye actuelle. Du côté de sa mère, Fulvia Pia, il descend d'immigrés romains (les Fulvii) mariés probablement à des personnes d'origine libyenne,. Par son père, Publius Septimius Geta, il descend d'une famille d'origine libyco-punique, et de culture punique,,,, ayant obtenu la citoyenneté depuis le Ier siècle. Les deux côtés de sa famille se composent de notables. Ainsi, son grand-père paternel est préfet de Leptis avant d'en être le premier duumvir lorsque la cité devient colonie romaine sous Trajan.
L'historien Dion Cassius le décrit comme un homme de petite taille, maigre, très vif et taciturne. Il avait un fort accent qui lui valait d'être taquiné par ses contemporains. De son caractère il faut distinguer son attachement à sa famille et à sa cité d'origine. C'est un personnage qui s'intéresse à la vie religieuse et intellectuelle (il est sans doute initié aux mystères d'Éleusis et un fervent dévot de Sérapis).
Ses origines et son ascension témoignent de la prospérité de l'Afrique du nord romaine, ainsi que de la parfaite intégration de cette province et de ses habitants dans le monde romain.

## Carrière (162-192)
Grâce au cousin de son père, Publius Septimius Aper, consul suffect en 153, qui avait fréquenté la cour impériale, il quitte en 162 Leptis Magna pour Rome, et entame un brillant cursus honorum sénatorial. C'est un juriste qui parle, outre le punique, le latin et le grec. Contrairement à une idée répandue, ce n'est pas un militaire, mais plutôt un administrateur efficace et énergique. Il est en poste sous Commode en Tarraconaise, Sardaigne, Afrique proconsulaire, en Syrie (vers 179-180, il commande la légion IIII Scythica où il s'attache à Pertinax (empereur), son supérieur), en Gaule lyonnaise et en Sicile. Il vit à Athènes de 183 à 185, dans un exil dû à un conflit avec Sextus Tigidius Perennis (en), le favori de l'empereur.
Septime Sévère se marie en secondes noces (en 187) avec Julia Domna, fille du grand prêtre d'Emèse (Syrie), Julius Bassianus, dont il a deux fils, Caracalla (né à Lugdunum, donc à Lyon, en 188) et Geta (né à Rome en 189).
Il accède au consulat en 190, puis il obtient l'année suivante le poste de légat d'Auguste propréteur de Pannonie supérieure, avec le soutien d'Æmilius Lætus, le préfet du prétoire, lui conférant ainsi le commandement de trois légions, pour défendre la frontière. C'est son premier grand commandement militaire.

### Guerre civile (193-197)

#### L'intermède Pertinax
Le 31 décembre 192, l'empereur Commode est assassiné, à la suite d'un complot fomenté par ses proches. Les conspirateurs, dans l'urgence, persuadent Pertinax, le préfet de la ville, de prendre la pourpre, après l'avoir emmené devant les prétoriens, puis devant le Sénat. Helvius Pertinax est alors confirmé par le Sénat après avoir donné un donativum aux prétoriens. Mais il constate rapidement que les caisses impériales sont vides et il décide d'éloigner les prétoriens du pouvoir et de leur imposer une discipline plus sévère.
Trois mois plus tard, le 28 mars 193, il est lui-même assassiné, lors de la mutinerie d'une partie de la garde prétorienne.

#### Le vainqueur de Didius Julianus

Tête de Septime Sévère découverte sur le site de la villa romaine de Chiragan, conservée au musée Saint-Raymond de Toulouse.

Didius Julianus, prétendant au titre d'Auguste, se livre à une véritable mise aux enchères du trône en compétition avec Titus Flavius Claudius Sulpicianus et se fait nommer princeps par les prétoriens. Le Sénat accepte celui qui veut rétablir la tradition commodienne.
En 193 à Carnuntum, en Pannonie supérieure, Septime Sévère apprend les meurtres de Commode et de son ex-supérieur Pertinax. Les légions stationnées sur le Danube, jalouses des prétoriens, en dénoncent les abus. Se considérant comme les seuls vrais citoyens romains, ils acclament leur chef comme empereur. Enregistrant le soutien des légions du Rhin et de Germanie, Septime Sévère décide, au mois de mai, de marcher sur Rome.
Le 1er juin 193, il est à 80 kilomètres au nord de la capitale. Le même jour, le Sénat condamne Didius Julianus à mort, ouvrant la voie à Septime Sévère, qui se présente à Rome avec ses légions le 9 juin 193. Un prétorien assassine Didius Julianus.
Septime Sévère invite la garde prétorienne à un banquet dans son camp. Il fait cerner les lieux par ses soldats, désarme les prétoriens, et il fait exécuter les meurtriers de Pertinax. Il licencie les effectifs de la garde prétorienne, qui sont remplacés par des Pannoniens.

#### Le vainqueur de Pescennius Niger

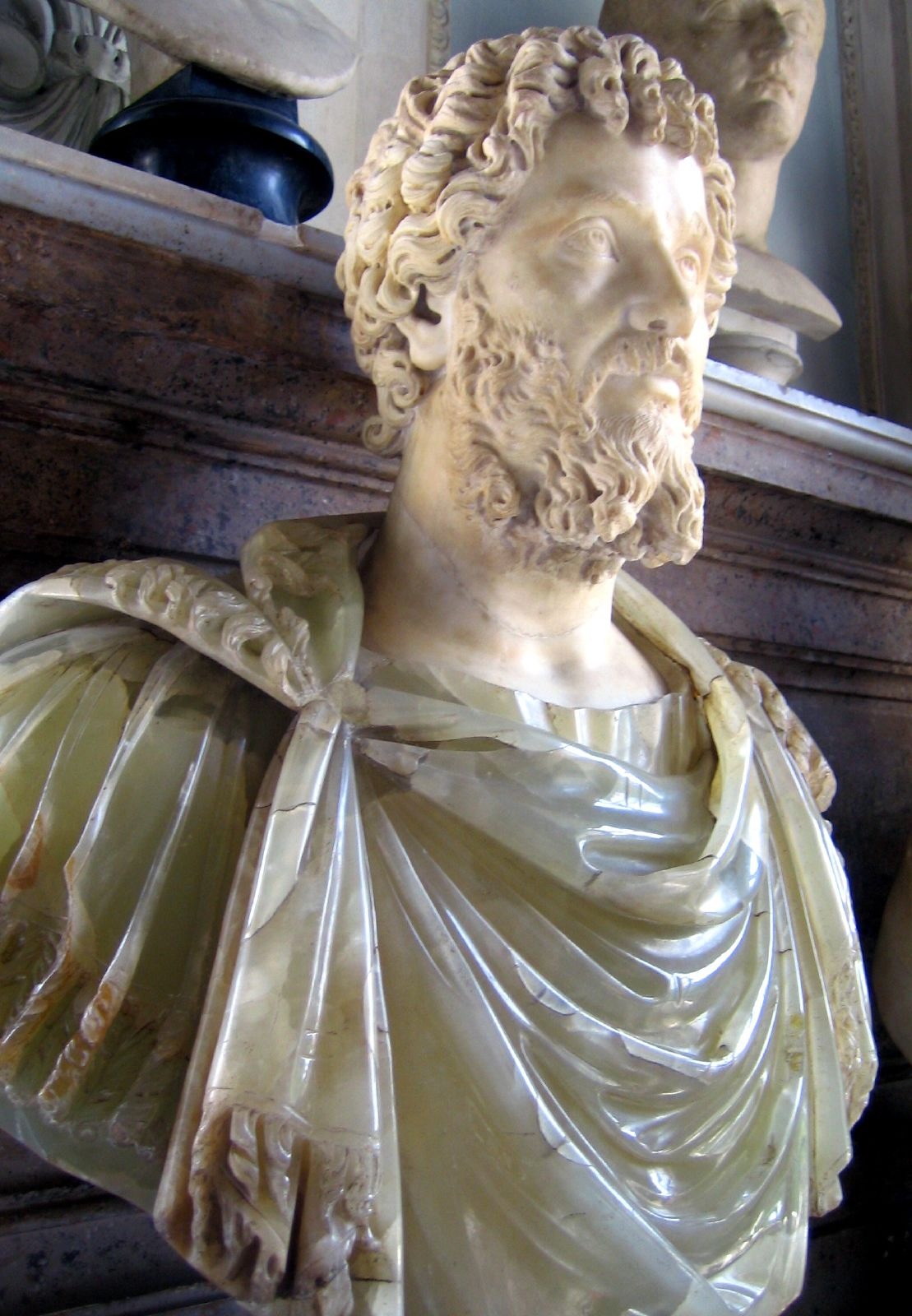
Buste en albâtre de Septime Sévère, aux musées du Capitole, Rome.

En Orient, Pescennius Niger, légat de Syrie, refuse de reconnaitre Septime Sévère. Son armée le proclame empereur le 9 avril. Il est bientôt soutenu par l'Égypte. Il représente un triple danger : militaire, car il commande à neuf légions, économique grâce à l'appui de l'Égypte, et diplomatique, avec les appuis que lui proposent les souverains parthes.
Septime Sévère réagit avec célérité, quitte Rome en juillet 193 et se déplace en Orient où des troupes ont été menées depuis l'Illyrie par Tiberius Claudius Candidus. Il assiège Byzance enlevée par P. Niger (elle ne capitulera qu'en 195, après deux ans de siège), puis il remporte deux victoires sur son rival à Cyzique, fin 193, puis à Nicée au début de 194. Il obtient alors le ralliement de l'Égypte, de l'Arabie et de la Syrie. La bataille décisive a lieu à Issus au printemps 194. Pescennius Niger se réfugie à Antioche, qui est bientôt investie par les troupes de Septime Sévère, et s'enfuit probablement vers le royaume parthe. Capturé, il est ensuite exécuté.
Son pouvoir consolidé, Septime Sévère prend le nom de Pertinax, se proclame fils de Marc Aurèle ce qui l'insère dans une généalogie fictive remontant à Nerva.

#### Le vainqueur de Clodius Albinus
En Bretagne (Grande), une menace plus sérieuse pèse sur la légitimité de Septime. Clodius Albinus, légat de Bretagne, également d'origine africaine, réclame une part du pouvoir. Il dispose de trois légions aguerries par ses combats face aux Calédoniens (nom des Ecossais d'alors). Septime se concilie habilement Clodius Albinus en lui accordant le titre de César et le consulat pour l'année 194. En 195, après une campagne contre les Parthes, Septime Sévère fait proclamer Clodius Albinus ennemi public. Celui-ci traverse la Manche en 196 avec ses légions (40 000 hommes). La bataille décisive a lieu en février 197 à proximité de Lugdunum (Lyon). Septimius et ses légions sont victorieux. Clodius s'enfuit et se donne la mort. Septime Sévère fait déshabiller la dépouille et la fait piétiner par son cheval ; la tête tranchée est envoyée à Rome, le corps est jeté dans le Rhône. La famille de Clodius n'est d'abord pas inquiétée, mais sa veuve et ses fils sont ultérieurement assassinés. Vingt-neuf sénateurs qui avaient soutenu Clodius Albinus sont éliminés. Environ 5 000 personnes en dehors de Lyon sont ensuite assassinées.
La ville de Lyon est ensuite prise et laissée au pillage des troupes qui massacrent les habitants, confisquent leurs biens et opèrent de nombreuses destructions. Cet épisode aurait inspiré la légende du martyre de saint Irénée et de 18 000 chrétiens, dont le sang aurait coulé à flots le long de l'actuelle montée du Gourguillon qui en tirerait son nom.
On ne sait pas si l'abandon de la colline de Fourvière est la conséquence immédiate ou lointaine de ces événements dramatiques. En tous cas, cet abandon marque le déclin de l'importance de la cité.

## La monarchie sévérienne

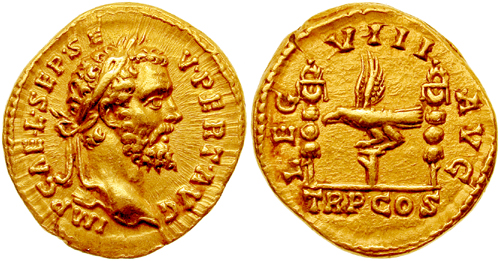
Aureus de Septime Sévère.

### Une monarchie héréditaire

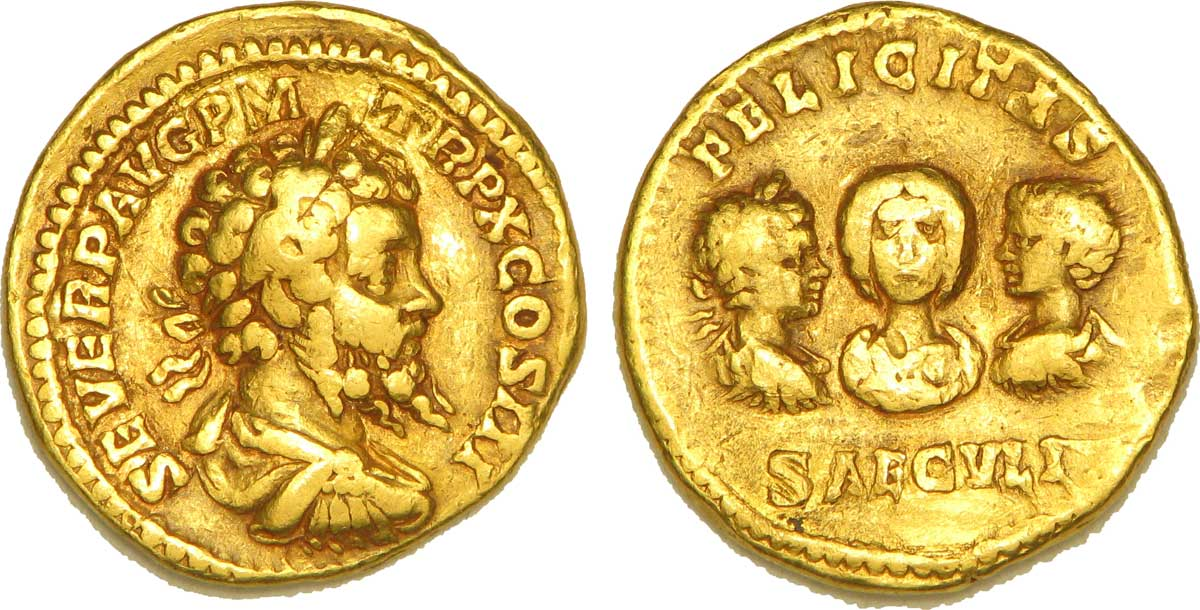
Aureus à l'effigie de Septime Sévère, Julia Domna, Caracalla et Géta.

Septime Sévère tient absolument à assurer immédiatement sa légitimité :
- il procède à un rattachement posthume et fictif à la dynastie antonine : en 195, il se proclame le fils de Marc Aurèle et le frère de Commode et exalte la mémoire de Pertinax dont il se prétend le vengeur (ses portraits ressemblent à ceux de ses « ancêtres » et les inscriptions retrouvées en Afrique font remonter sa généalogie jusqu'à Nerva) ;
- il affirme le caractère dynastique du pouvoir impérial en associant au pouvoir ses deux fils qui se haïssent, Caracalla en 196 et Géta en 198, et sa seconde épouse Julia Domna dès 193 : les images et les noms de la famille impériale s'étalent partout, sur les monnaies et sur les monuments de Rome comme l'arc du Forum Boarium ou en Afrique, notamment avec l'arc tétrapyle de Leptis Magna.

Le système dynastique mis en place par Septime Sévère semble fonctionner : quand la branche africaine s'éteint au profit de Macrin, la dynastie surmonte rapidement sa mise à l'écart en proposant la branche syrienne avec successivement Élagabal et Sévère Alexandre.

### Une monarchie sacralisée

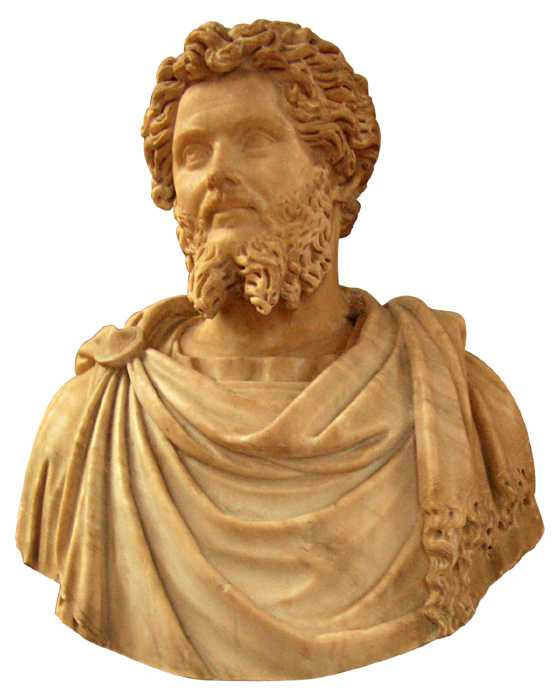
Buste de Septime Sévère assimilé à Sérapis, 204 apr. J.-C., musée du Louvre.

L'empereur, revêtu du grand pontificat et de la puissance tribunitienne depuis les débuts du principat, est considéré comme une personne sacrée. Cet aspect s'amplifie sous Septime Sévère qui entend restaurer le prestige de l'Empire en modifiant la nature de l'institution impériale :
- la maison impériale est qualifiée de sacra et l'empereur se fait couramment appeler dominus ou dominus noster ;
- l'empereur n'est pas représenté comme un dieu de son vivant mais la tradition le représente de plus en plus au milieu des divinités. En Afrique, Septime Sévère va jusqu'à se faire représenter sous les traits de Jupiter capitolin et certaines inscriptions vont jusqu'à l'assimiler à un dieu.

Septime Sévère manifeste une forte croyance en l'astrologie qui lui a prédit gloire et fortune et épouse en secondes noces une femme à qui les oracles ont prédit qu'elle épouserait un roi, Julia Domna, fille du grand-prêtre du Soleil d'Émèse en Syrie. Il se serait rendu à Athènes où il aurait été initié aux mystères d'Éleusis.

### Une monarchie anti-sénatoriale

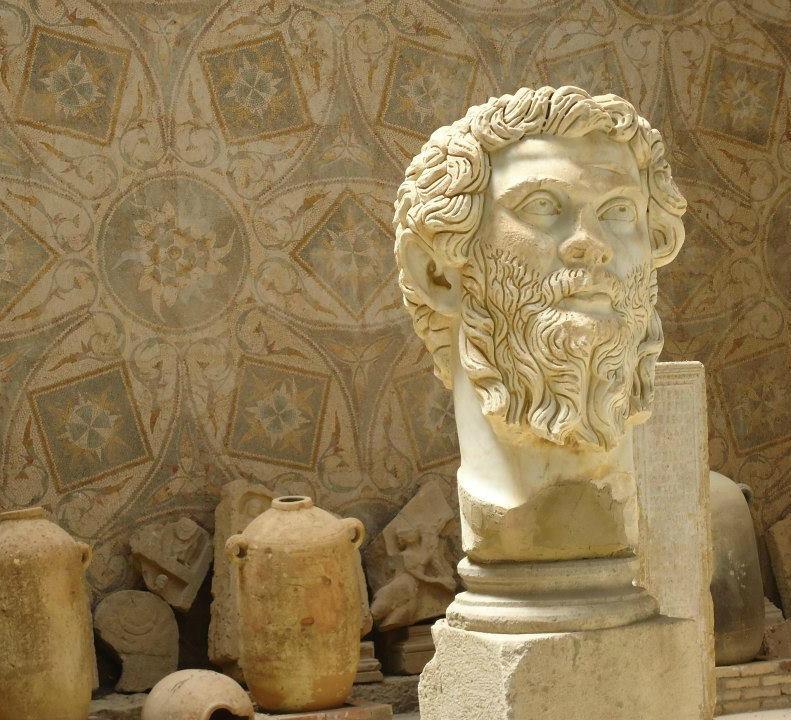
Tête de septime sévère découverte dans la cité antique Djemila en Algérie, conservée au Musée de Djemila.

Les relations entre Septime Sévère et le Sénat sont dès le départ empreintes d'amertume à la suite des exécutions de sénateurs et aux confiscations de biens, consécutives à la défaite de Clodius Albinus. Septime Sévère et ses successeurs ne sont pas désignés par le Sénat mais par l'armée : il respecte en partie la tradition, en recevant l'investiture de la Haute Assemblée.
Cette accélération du déclin du Sénat va de pair avec l'ascension de l'ordre équestre, amplifiant une évolution déjà amorcée depuis le IIe siècle.
- le commandement des trois nouvelles légions créées par Septime Sévère est confié à des chevaliers et non à des sénateurs ;
- de nombreuses procuratèles sont accordées aux chevaliers ;
- la préfecture du prétoire dont le titulaire s'affirme comme le second personnage de l'Empire (parfois dangereusement comme sous Plautien) est confiée à des légistes de valeur (Papinien et Ulpien).

Septime Sévère, comme ses successeurs, gouverne avec l'appui de l'armée, du Conseil du Prince et des amis de l'empereur : il s'appuie sur un clan de fidèles africains et syriens qui terminent leur carrière au Sénat.

### Le poids et la place de l'élément militaire
Les conditions de son arrivée au pouvoir imposent à Septime Sévère de s'appuyer sur l'armée : il entreprend des réformes structurelles, qui préparent l'avenir et ne sont pas de simples mesures d'opportunité.
- il recrute les meilleurs soldats des légions (essentiellement des Illyriens et des Thraces) dans la garde prétorienne à la place des Italiens, coupables de l'assassinat de Pertinax, et de la mise aux enchères de l'Empire. Les cohortes prétoriennes deviennent de la sorte le corps d'élite de l'armée ;
- il lève trois nouvelles légions, les trois Parthiques, commandées par des chevaliers. L'empereur introduit une brèche dans le monopole sénatorial du commandement des légions qui prépare les réformes de Gallien;
- il permet aux légionnaires du rang d'accéder aux grades de centurions et primipiles.

Les conditions de vie des soldats sont améliorées afin de maintenir le recrutement volontaire, et d'éviter la conscription :
- les soldes sont relevées pour la première fois depuis Domitien, peut-être de moitié, ce qui provoque ainsi un déséquilibre des finances et de l'économie, une telle revalorisation n'ayant pas été entreprise depuis un siècle ;
- il améliore également l'annone militaire en créant officiellement l'institution. L'achat et l'entretien des équipements et du ravitaillement étant l'affaire des soldats, le transport est attribué à l'État et Septime Sévère en institue responsable la Poste impériale ;
- il rajuste le statut civil des militaires, en leur donnant le droit au mariage et à la légitimation de leurs enfants, ce que la précédente libéralisation du statut par Claude interdisait. En effet, jusqu'à Claude, les soldats ne pouvaient pas quitter le camp durant la durée de leur service (15 ans pour les prétoriens, 20 ans pour les légionnaires et 30 ans pour les auxiliaires) et ne pouvaient pas avoir de famille. Claude avait réformé le système en autorisant les soldats à quitter le camp, quand ils n'étaient pas de service, afin de fonder officieusement une famille ; ils n'avaient cependant pas le droit de se marier ni de reconnaître leurs enfants avant leur retraite ;
- il fonde des collèges militaires et il crée trois légions supplémentaires, ce qui accroît l'effectif de l'armée de 10%. Il accorde enfin de nouveaux honneurs aux militaires, autorisant les officiers à porter un anneau d'or, privilège jusqu'alors réservé aux chevaliers.

### Un règne civil

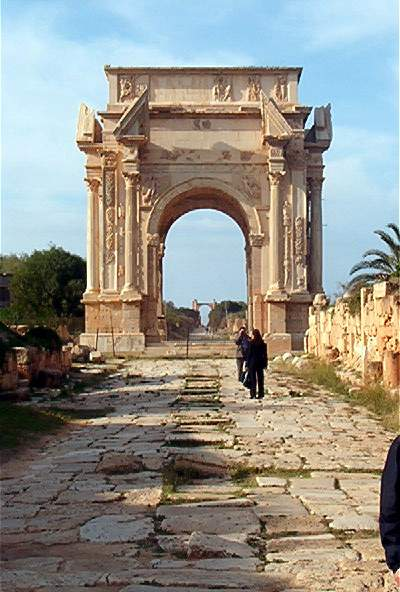
L'arc de Septime Sévère, édifié en 203 à l'occasion d'une visite de l'empereur dans sa ville natale, Leptis Magna, en actuelle Libye.

Alors que la militarisation de la monarchie est indéniable, on observe également une consolidation civile du pouvoir qui se manifeste dans l'entourage de l'empereur.
En effet, ce dernier a su s'entourer d'une cour importante constituée, outre d'Italiens, moins prospères que lors des deux siècles précédents, d'Africains mais également d'Orientaux originaires de Syrie.
Leurs statuts sont divers ; on y compte :
- des juristes, tel Plautien, plus juriste que préfet du prétoire, appartenant à une riche famille de Leptis Magna ;
- des jurisconsultes tels Ulpien, Paul, Papinien, qui auprès de l'empereur travaillent aux lois et à la jurisprudence ;
- des philosophes comme Flavius Philostrate gravitant autour de l'empereur. Ils abandonnent petit à petit le stoïcisme pour une philosophie fondée sur la présence divine en toute chose et l'idée que l'homme doit contrôler ses pulsions. L'abstinence et l'universalité des dieux, la philosophie néoplatonicienne beaucoup plus austère, commence à se répandre. L'empereur apparaît au centre de cette nouvelle cour basée sur une extension du palais palatin.

L'activité civile de Septime s'exprime également dans ses voyages de 199 à 203. Lors d'un périple en Orient, il coupe la Syrie, dont sa femme est originaire, en deux provinces. Son but est de soulager le travail trop important du gouverneur, mais également d'éviter toute tentative de coup d'État, en divisant le pouvoir de chaque gouverneur, et donc de leurs légions.
En Afrique, il crée officiellement la province de Numidie, puis il visite l’Égypte, y rend hommage à la dépouille embaumée d’Alexandre le Grand et remonte le Nil jusqu’à Thèbes. Il proclame l'Égypte province libre d'Empire, et accorde aux cités le droit de se doter d'institutions. On observe donc que Septime Sévère déploie une activité civile très importante, parallèlement à son activité militaire. C’est seulement en 203 que Septime Sévère revient à Rome.
Septime Sévère fait réaliser plusieurs constructions imposantes :
- à Rome, il embellit la face sud du Palatin par l'érection d'une fontaine monumentale, le Septizodium, dédiée aux sept astres majeurs (les cinq planètes connues, la Lune et le Soleil), et par la construction d'une aile nouvelle du palais impérial. Il fait aussi entamer les travaux des thermes de Caracalla. Par ailleurs, il restaure un grand nombre d'édifices endommagés par des incendies de la fin du règne de Commode, parmi lesquels le temple de la Paix, au sein duquel il fait ériger un plan de Rome monumental, la Forma Urbis, le théâtre de Pompée, le portique d'Octavie, les Arcus Neroniani, etc. ;
- sa ville natale, Leptis Magna, est gratifiée de monuments remarquables : forum de Sévère, basilique sévérienne, installations portuaires.

Septime Sévère prend encore des mesures d'organisation structurantes pour l'Empire romain :
- il transfère aux préfets du prétoire le traitement en appel des causes judiciaires, jusque-là domaine réservé de l'empereur. Cette réforme donne aux préfets du prétoire un rôle de plus en plus important dans le domaine civil ;
- en sus des traditionnelles distributions de blé, il institue pour la plèbe des distributions gratuites d'huile d'olive.

## Une fin de règne assombrie par les querelles de succession et la dureté des campagnes militaires (202-211)

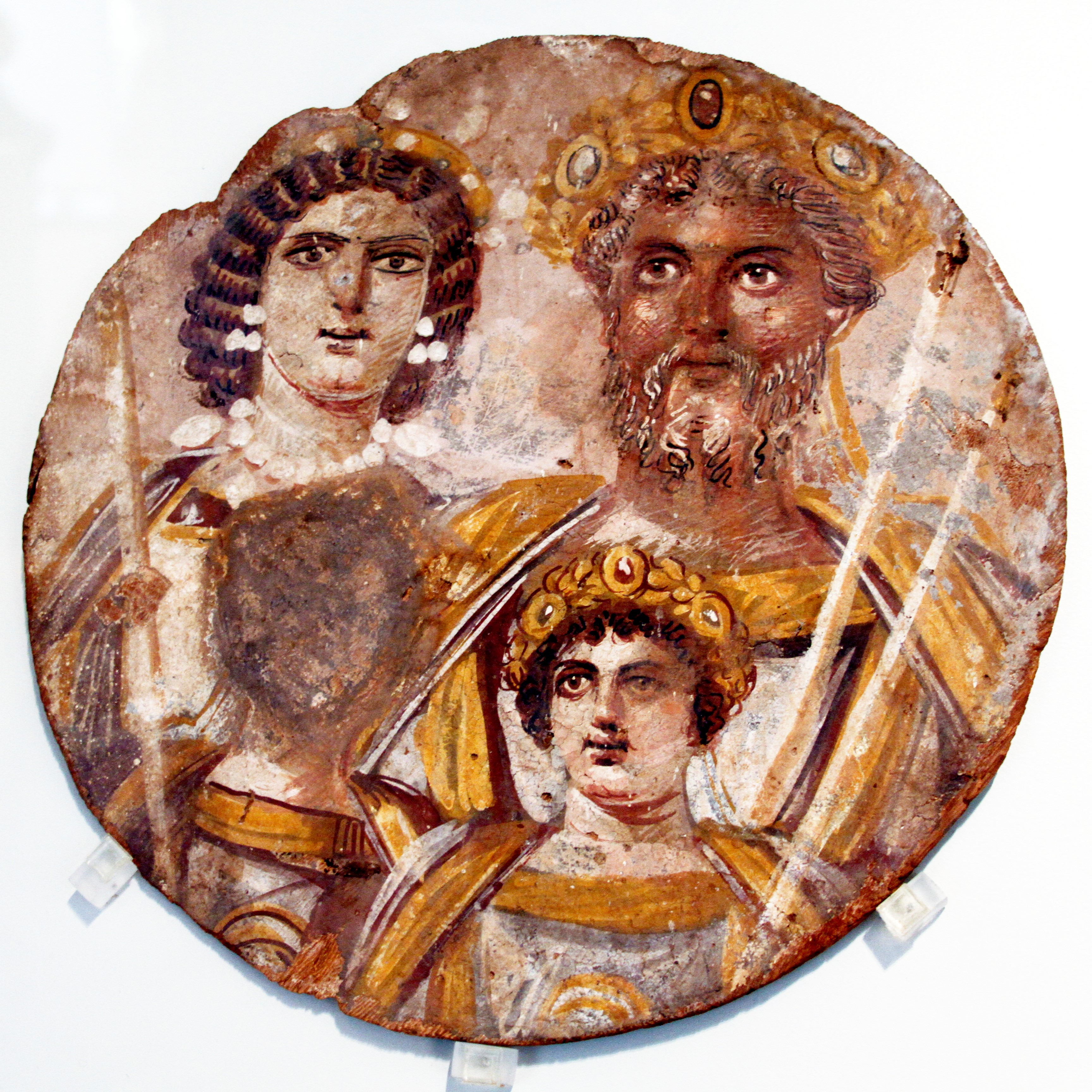
Le Tondo severiano: Septime Sévère, Julia Domna et Caracalla, médaillon peint de Djemila, en Algérie, Staatliche Museen zu Berlin.

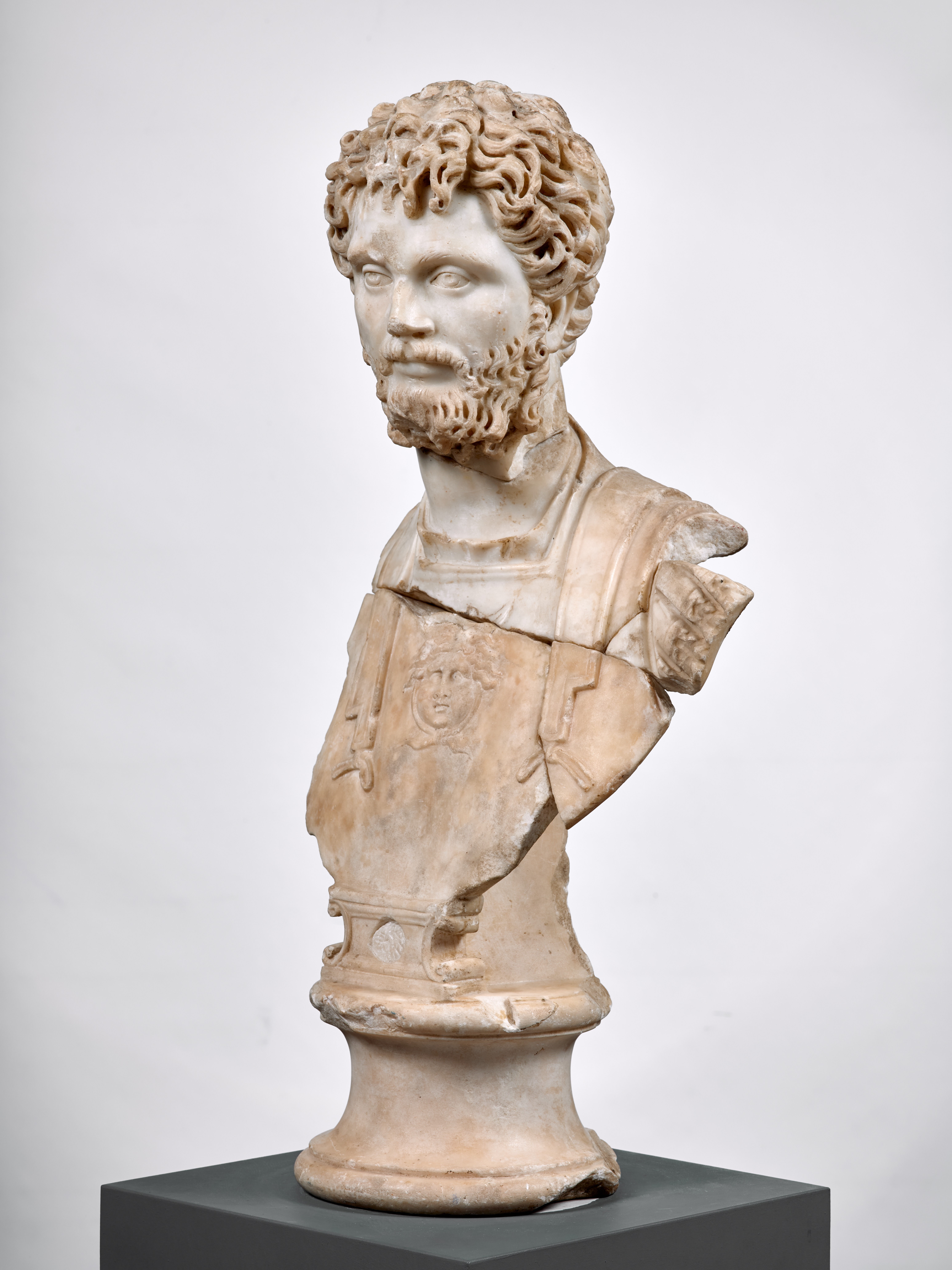
Buste de Septime Sévère découvert sur le site de la villa romaine de Chiragan, conservé au musée Saint-Raymond de Toulouse.

Il cherche à consolider sa succession : il marie son fils Caracalla avec Plautilla, la fille de Gaius Fulvius Plautianus, préfet du prétoire, qu'il considère comme un ami proche. Les relations au sein du couple se détériorent cependant rapidement.
Peut-être sur incitation de Caracalla, Plautianus est accusé de trahison par des centurions en 205. Septime Sévère le fait assassiner et Plautilla est bannie sur l’île de Lipari.
En 208, Septime Sévère s’embarque avec ses deux fils Caracalla et Geta vers la province de Bretagne pour combattre les Calédoniens. Plusieurs batailles ont lieu jusqu’en 209, sans victoire décisive. Pour sécuriser la frontière nord de l’Empire romain, il fait consolider le mur d'Hadrien sur une longueur d’environ 130 km.
Affaibli par la goutte, il se retire à Eburacum (York), où il meurt le 4 février 211 à l’âge de 64 ans. D'après certaines sources romaines, il aurait prononcé sur son lit de mort des mots qui sont restés célèbres : « Maintenez la concorde, enrichissez les soldats et moquez-vous du reste ».
La thèse d'un assassinat par empoisonnement, orchestré par Caracalla, ne serait pas exclue non plus, car son propre fils avait déjà organisé des complots contre lui, tout comme il le fera pour son autre fils, Geta, et de nombreux autres notables de l'Empire.
Une rue de Carthage, située à proximité des thermes d'Antonin, porte son nom.

## Descendance de Septime Sévère
- Publius Septimius Geta
- épouse Fulvia Pia, voir Flaviens ;
  - Lucius Septimus Severus empereur ;
  - épouse Julia Domna, voir Flaviens ;
    - Marcus Aurelius Septimius Bassianus Antoninus Caracalla, empereur (211-217) ;
    - épouse Plautilla, fille de Platianus, chef de la garde prétorienne ;
      - fils adoptif : Alexandre Sévère ;

    - Publius Lucius Septimius Geta, coempereur (211).

## Noms et titres

### Noms successifs
- Avril 146, naît Lucius Septimius Severus.
- Juin 193, accède à l'Empire : Imperator Cæsar Lucius Septimius Severus Pertinax Augustus.
- 195, ajoute le surnom Pius : Imperator Cæsar Lucius Septimius Severus Pius.
- 195, à la suite de sa victoire sur les Adiabéniens et les Arabes : Imperator Cæsar Lucius Septimius Severus Pius Pertinax Augustus Arabicus Adiabenicus.
- 198, à la suite de sa victoire sur les Parthes : Imperator Cæsar Lucius Septimius Severus Pius Pertinax Augustus Arabicus Adiabenicus Parthicus Maximus.
- 209, à la suite de sa victoire sur les Calédoniens : Imperator Cæsar Lucius Septimius Severus Pius Pertinax Augustus Arabicus Adiabenicus Parthicus Maximus Britannicus Maximus.
- 211, titulature à sa mort : Imperator Cæsar Lucius Septimius Severus Pius Pertinax Augustus Arabicus Adiabenicus Parthicus Maximus Britannicus Maximus, Pontifex Maximus, Tribuniciæ Potestatis XIX, Imperator XII, Consul IV, Pater Patriæ.

### Titres et magistratures
- Consul suffect en 190
- Consul en 194 et 202